# Hélène Kaziendé
Hélène Kaziendé (* 15. August 1967 in Niamey; auch Hélène Kaziendé-Djondo) ist eine nigrische Schriftstellerin.

## Leben
Hélène Kaziendé hat einen Abschluss als Magistra Artium und einen Fachhochschulabschluss in Journalismus. Sie lebt seit 1996 in der togoischen Hauptstadt Lomé. Dort unterrichtet sie an der Kouvahey-Privatschule und arbeitet als Journalistin.
Kaziendé schreibt in französischer Sprache. 1991 gewann sie mit ihrer Kurzgeschichte Le Déserteur einen Literaturwettbewerb von Radio Africa No. 1. In ihrem ersten, 2006 veröffentlichten Roman Aydia schilderte sie die unterschiedlichen Leben zweier afrikanischer Frauen. 2011 erschien ihr politischer Roman Les fers de l’absence.

## Werke
- Le Déserteur. In: Kilomètre 30. Afrique: 30 ans d’indépendance. Sepia, Saint-Maur 1992.
- Aydia. L’Harmattan, Paris 2006, ISBN 2-296-01582-4.
- Les fers de l’absence. L’Harmattan, Paris 2011, ISBN 978-2-296-55466-5.